# Ivan Vorobjov
Ivan Vorobjov (rusky Иван Воробьёв), (* 16. července 1988) je ruský zápasník – judista.

## Sportovní kariéra
Připravuje se v Ťumeni pod vedením Georgije Borgojakova. V ruské seniorské reprezentaci se pohybuje od roku 2011. V roce 2013 útočil na pozici reprezentační jedničky a na mistrovství světa v Rio de Janeiru vybojoval bronzovou medaili. Následně však byl diskvalifikován z veřejně nepublikovaných důvodů. Na tatami se objevil až po roce.

### Vítězství
- 2012 - 1x světový pohár (Ulánbátar)
- 2015 - 1x světový pohár (Ťumeň)

## Výsledky
| Turnaj             | 2013              |    |
| Turnaj             | 25                |    |
| ------------------ | ----------------- | -- |
| Turnaj             | Mistrovství světa | 3. |
| Mistrovství Evropy | 5.                |    |